# Henricia insignis
Henricia insignis is een zeester uit de familie Echinasteridae.
De wetenschappelijke naam van de soort werd in 2010 gepubliceerd door Clark & Jewett.